# 512 p.n.e.
| [ Edytuj tabelę ] |                                                                       |
| Tyran Aten        | - 527 p.n.e. Hippiasz 510 p.n.e.                                      |
| Władca Chin       | - 520 p.n.e. Jingwang 476 p.n.e.                                      |
| Król Kartaginy    | - 530 p.n.e. Hazdrubal Magonida 510 p.n.e.                            |
| Król Macedonii    | - 547 p.n.e. Amyntas I 498 p.n.e.                                     |
| Władca Persji     | - 522 p.n.e. Dariusz Wielki 486 p.n.e.                                |
| Król Rzymu        | - 534 p.n.e. Tarkwiniusz II 509 p.n.e.                                |
| Król Sparty       | - 520 p.n.e. Kleomenes I 490 p.n.e. - 515 p.n.e. Demaratos 491 p.n.e. |
| Król Syngalezów   | - 543 p.n.e. Widźaja 505 p.n.e.                                       |

Rok 512 p.n.e.
stulecia: VII wiek p.n.e. ~
VI wiek p.n.e. ~
V wiek p.n.e.

lata: 522 p.n.e. «
516 p.n.e. «
515 p.n.e. «
514 p.n.e. «
513 p.n.e. «
512 p.n.e. »
511 p.n.e. »
510 p.n.e. »
509 p.n.e. »
508 p.n.e. »
502 p.n.e.

## Wydarzenia
- Persowie podporządkowali sobie Trację oraz miasta nad Hellespontem: Sestos i Abydos.
- Dariusz I Wielki, władca Persji, wyprawił się przeciw Scytom. Scytowie wycofując się podpalili step, w efekcie czego Persowie byli zmuszeni zaprzestać pościgu. Stąd wzięła nazwę taktyka spalonej ziemi.
- 67. starożytne igrzyska olimpijskie. Zwycięzcy: Fanas z Pelleny (biegi), Timasiteos z Krotonu (zapasy) i Fejdolas z Koryntu (wyścig konny).